# Mostysza
Mostysza (Florynka) – potok, lewobrzeżny dopływ Białej o długości 11,01 km.
Potok płynie w zachodniej części Beskidu Niskiego. Jego źródła znajdują się na wysokości 700–740 m n.p.m. na północnych stokach góry Pasieczka (792 m n.p.m.), na zachodnim skraju Beskidu Niskiego. Spływa początkowo w kierunku północno-wschodnim przez Berest i Polany. Poniżej tej drugiej wsi zwraca się ku północy, po czym w dolnej części wsi Florynka, na wysokości ok. 385 m n.p.m. wpada do Białej.
Dolina miejscami dość wąska, słabo zalesiona, dość gęsto zabudowana. Na całej jej długości (łącznie z terenem źródliskowym pod Pasieczką) wiedzie nią droga wojewódzka nr 981 z Grybowa do Krynicy-Zdroju.
Lewobrzeżne dopływy Mostyszy stanowią Kamianna spod Działu (842 m n.p.m.) i Uboczy (820 m n.p.m.) oraz Szklarka spod Uboczy (820 m n.p.m.) i Czerteży (789 m n.p.m.), a prawobrzeżne Bereścianka (Krzyżówka) spod Przełęczy Krzyżówka (745 m n.p.m.) oraz Piorunka spod Rozdziela (789 m n.p.m.) i Harniaków Wierchu (768 m n.p.m.).